# جردى توتية
جردى توتية أو خامّة أو جُردى (الاسم العلمي:Ochradenus baccatus) هي نوع من النباتات يتبع جنس الجردى من الفصيلة البليحائية.